# Auerswaldiella puccinioides
Auerswaldiella puccinioides är en svampart som först beskrevs av Speg., och fick sitt nu gällande namn av Theiss. & Syd. 1914. Auerswaldiella puccinioides ingår i släktet Auerswaldiella och familjen Botryosphaeriaceae.   Inga underarter finns listade i Catalogue of Life.